# Cratere Belz
Belz  è un cratere sulla superficie di Marte.